# Cristiano Otoni
Cristiano Otoni est une municipalité brésilienne de l'État du Minas Gerais et la microrégion de Conselheiro Lafaiete.